# Juiz de Fora (tiểu vùng)
Juiz de Fora là một tiểu vùng thuộc bang Minas Gerais, Brasil. Tiều vùng này có diện tích 8923 km², dân số năm 2007 là 654636 người.